# Doudeauville, Pas-de-Calais

Doudeauville este o comună în departamentul Pas-de-Calais, Franța. În 1 ianuarie 2022 avea o populație de 605 de locuitori.